# Aliyyah Koloc
Aliyyah Koloc, née le 1er juillet 2004 à Dubai, est une pilote de course automobile tchèque. Dès son plus jeune âge, elle est liée au sport automobile car son père, Martin, est un ancien pilote de camion, et propriétaire de l'écurie Buggyra Racing. Sa mère est d'origine seychelloise-soudanaise et sa sœur jumelle Yasmeen est également pilote automobile. Elle est atteinte du syndrome d'Asperger.

## Carrière

### Débuts en camion

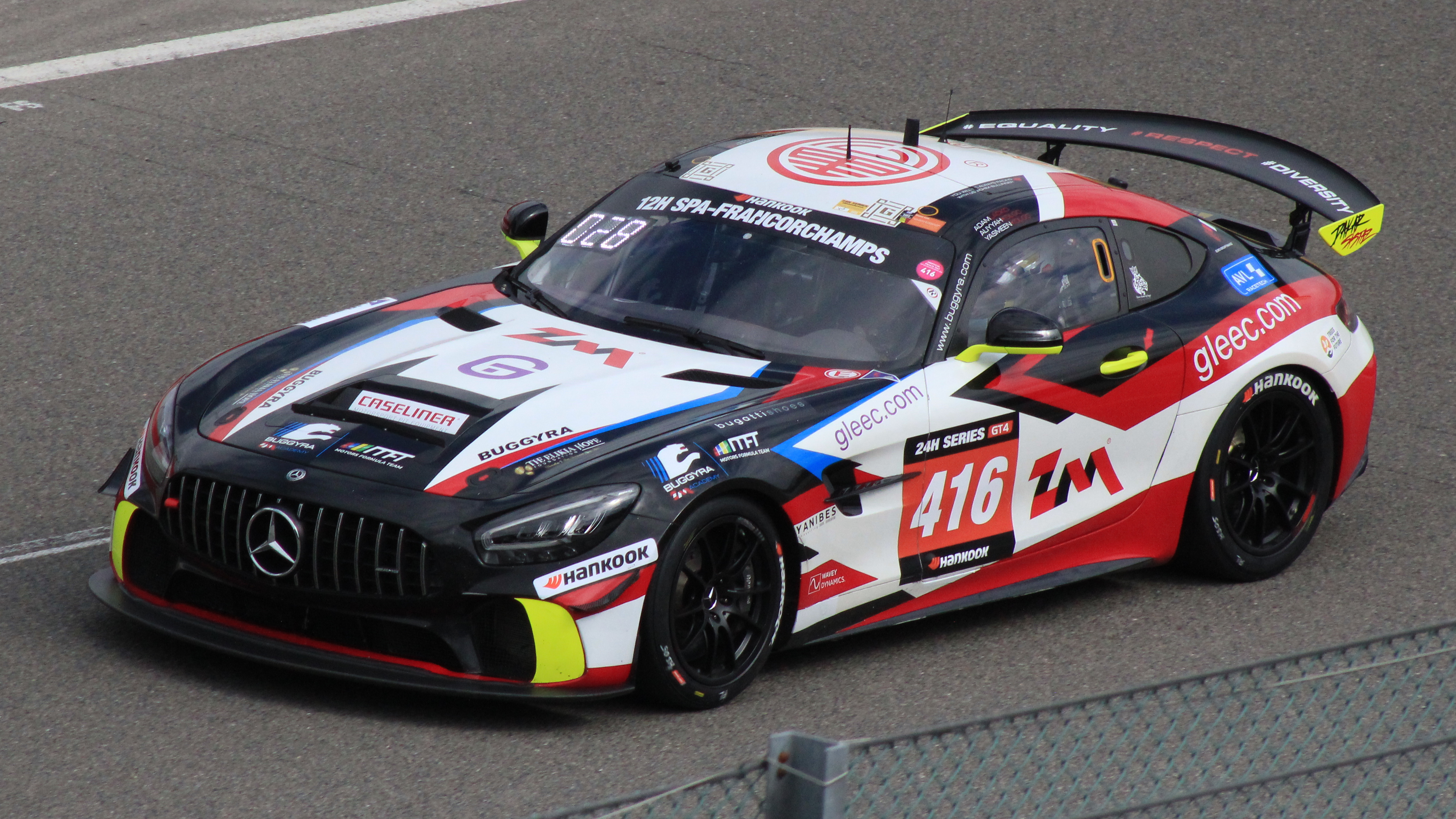
Koloc dans une Mercedes-AMG GT4 au 12 heures de Spa-Francorchamps 2022

Née à Dubaï, Aliyyah Koloc a commencé sa carrière sportive dans le tennis à l'âge de quatre ans, avant qu'une blessure ne l'empêche de poursuivre sa carrière. Après avoir participé à un essai dans l'un des camions de course de son père début 2019, elle s'est reconvertie dans le sport automobile avec pour objectif de participer au Rallye Dakar.  L'année suivante, elle participe au Championnat d'Europe de courses de camions 2020 qui est raccourcie à couse de la pandémie de Covid-19. Elle termine la saison avec cinq points, lui valant une quatorzième position au classement général.
La saison suivante, elle poursuit en Championnat d'Europe de courses de camions mais ne score que 2 points sur toute la saison, la classant seizième du championnat. En parallèle, elle participe au championnat de France de course de camion. Elle termine la saison à la cinquième position avec 143,5 points et quatre podiums.

### Transition vers la Nascar
Elle fait ses débuts en Nascar pour la saison 2021 du Nascar Whelen Euro Series. Bien qu'elle ne fut pas classé, cela l'incite à participer la saison suivante en catégorie NSACAR Pro et NASCAR 2 chez Buggyra ZM Racing. Dans la catégorie NASCAR 2 elle participe à une manche au côté de sa sœur Yasmeen. À l'issue de la saison elle termine 27e du championnat Pro.

### Reconversion en GT
Elle commence la saison 2022 en championnat de France GT4. Elle termine la saison à la douzième position avec sept points. En parallèle, elle participe aux 24h series avec la manche des 12 heures de Spa-Francorchamps. À la fin de la saison 2022, elle participe au championnat du Moyen-Orient de Cross-Country et remporte le championnat. Durant l'inter-saison 2022-2023, elle participe à la troisième manche du trophée du Moyen-Orient dans la catégorie GT4.
Pour la saison 2023 elle participe à deux manches du rallye raid. Elle décroche la troisième place lors de la deuxième course et termine douzième de sa catégorie et 31e au classement général.Le reste de la saison elle participe au 24H series et termine vice championne avec 178 points et une victoire à Spa. Le tout avant ses débuts au Dakar.
Elle poursuit dans le championnat 24H pour la saison 2024 et remporte le championnat. Elle participe de nouveau au rallye raid pour la saison 2024 mais change de catégorie et de constructeur et se classe 33e au classement général avec six points.

## Résultats en carrière
| Saison  | Championnat                                           | Ecurie                      | Courses | Vic. | Poles | M/Tours | Podiums | Points | Position |
| ------- | ----------------------------------------------------- | --------------------------- | ------- | ---- | ----- | ------- | ------- | ------ | -------- |
| 2020    | Championnat d'Europe de courses de camions            | Buggyra Zero Mileage Racing | 7       | 0    | 0     | 0       | 0       | 5      | 14e      |
| 2021    | Championnat de France de courses de camions           | Team Buggyra Racing         | 12      | 0    | 0     | 0       | 4       | 143.5  | 5e       |
| 2021    | Championnat d'Europe de courses de camions            | Buggyra Racing              | 19      | 0    | 0     | 0       | 0       | 2      | 16e      |
| 2021    | ESET V4 Cup - GT                                      | Buggyra Zero Mileage Racing | 4       | 1    | 0     | 0       | 1       |        |          |
| 2021    | ESET V4 Cup - GT                                      | Buggyra Racing              | 2       | 1    | 0     | 0       | 1       |        |          |
| 2021    | ESET V4 Cup - Endurance                               | Buggyra Zero Mileage Racing | 4       | 0    | 0     | 0       | 0       |        |          |
| 2021    | ESET V4 Cup - Endurance                               | Buggyra Racing              | 2       | 0    | 0     | 0       | 0       |        |          |
| 2021    | NASCAR Whelen Euro Series - EuroNASCAR Club Challenge | CAAL Racing                 | 2       | 0    | 0     | 0       | 0       | NC     | NC       |
| 2022    | NASCAR Whelen Euro Series - EuroNASCAR Pro            | Buggyra ZM Racing           | 4       | 0    | 0     | 0       | 0       | 106    | 27e      |
| 2022    | NASCAR Whelen Euro Series - EuroNASCAR 2              | Buggyra ZM Racing           | 4       | 0    | 0     | 0       | 0       | 169    | 24e      |
| 2022    | Championnat de France de GT4 - Silver                 | Buggyra ZM-MFT Racing       | 6       | 0    | 0     | 0       | 0       | 7      | 12th     |
| 2022    | 24H GT Series - GT4                                   | Buggyra Racing              | 1       | 0    | 0     | 0       | 0       | 0      | NC       |
| 2022    | FIA Middle East Cup for Cross-Country Bajas - T3      | Buggyra Racing              | 4       | 1    | N/A   | N/A     | 2       | 98     | 1ère     |
| 2022-23 | Middle East Trophy - GT4                              | Buggyra ZM Racing           | 1       | 1    | 0     | 0       | 1       | 40     | NC       |
| 2023    | FIA World Rally-Raid Championship - T3                | Buggyra ZM Academy          | 2       | 0    | N/A   | N/A     | 1       | 12     | 12e      |
| 2023    | 24H GT Series - GT4                                   | Buggyra ZM Racing           | 5       | 1    | 2     | 2       | 5       | 178    | 2e       |
| 2024    | 24H Series - GT4                                      | Buggyra ZM Racing           | 5       | 4    | 0     | 1       | 5       | 178    | 1ère     |
| 2024    | FIA World Rally-Raid Championship - T1                | Buggyra ZM Racing           | 4       | 0    | 0     | 0       | 0       | 6      | 33e      |
| 2025    | FIA World Rally-Raid Championship - T1                | Buggyra ZM Racing           | 1       | 0    | 0     | 0       | 0       | NC     | NC       |

### Rallye Dakar
| Année | Catégorie           | Vehicle | Classement | Victoires |
| ----- | ------------------- | ------- | ---------- | --------- |
| 2023  | T3 Light Prototypes | Can-Am  | 33e        | 0         |
| 2024  | T1                  | Revo+   | 25e        | 0         |